# Ansião
Ansião (ɐ̃si'ɐ̃ũ) è un comune portoghese di 13 719 abitanti situato nel distretto di Leiria.

## Società

### Evoluzione demografica
| Popolazione di Ansião (1801 – 2004) | Popolazione di Ansião (1801 – 2004) | Popolazione di Ansião (1801 – 2004) | Popolazione di Ansião (1801 – 2004) | Popolazione di Ansião (1801 – 2004) | Popolazione di Ansião (1801 – 2004) | Popolazione di Ansião (1801 – 2004) | Popolazione di Ansião (1801 – 2004) | Popolazione di Ansião (1801 – 2004) |
| ----------------------------------- | ----------------------------------- | ----------------------------------- | ----------------------------------- | ----------------------------------- | ----------------------------------- | ----------------------------------- | ----------------------------------- | ----------------------------------- |
| 1801                                | 1849                                | 1900                                | 1930                                | 1960                                | 1981                                | 1991                                | 2001                                | 2004                                |
| 1502                                | 4940                                | 13562                               | 15543                               | 17268                               | 15446                               | 14029                               | 13719                               | 13673                               |

## Freguesias
- Alvorge
- Ansião
- Avelar
- Chão de Couce
- Lagarteira
- Pousaflores
- Santiago da Guarda
- Torre de Vale de Todos